# نگاره‌های سیاه

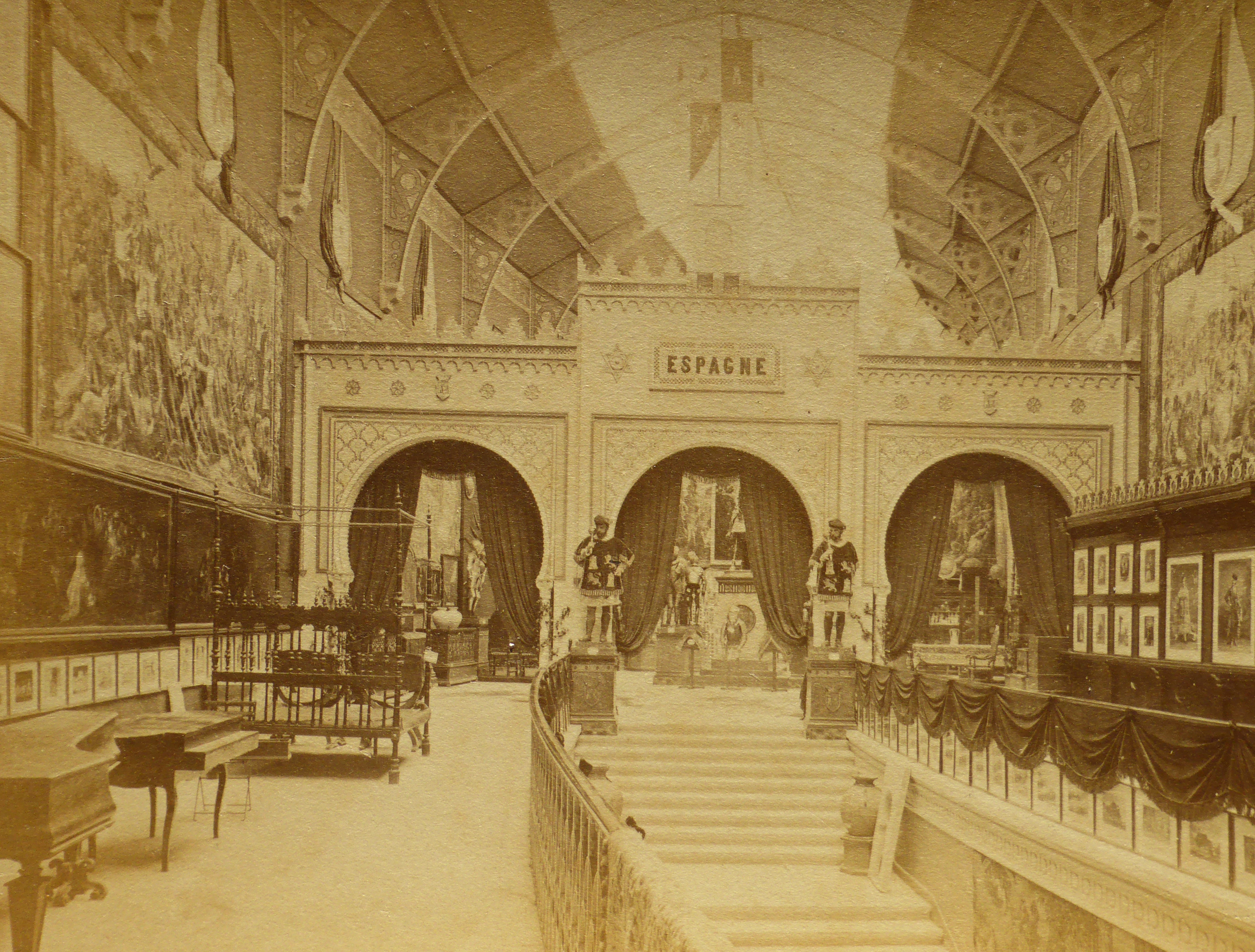
اکسپوزیسیون یونیورسال (۱۸۷۸). در سمت چپ: سبت جادوگران.

نگاره‌های سیاه (به اسپانیایی: Pinturas negras) نامی است که به گروهی متشکل از ۱۴ نگاره از فرانسیسکو گویا مربوط به سال‌های آخر زندگی‌اش، احتمالاً بین سال‌های ۱۸۱۹ و ۱۸۲۳، داده شده‌است. آنها مضامین سنگین و ترسناک را به تصویر می‌کشند که هر دو ترس او از جنون و نگاه تیره و تارش به انسانیت را منعکس می‌کنند. در سال ۱۸۱، در سن ۷۲ سالگی، گویا به خانه ای دو طبقه در خارج از مادرید نقل مکان کرد که Quinta del Sordo (ویلای مرد ناشنوا) نام داشت. اگرچه خانه به نام صاحب قبلی که ناشنوا بود نامگذاری شده بود، گویا نیز در آن زمان به دلیل تبی که در سن ۴۶ سالگی داشت تقریباً ناشنوا بود. این نگاره‌ها در اصل دیوارنگارهایی بر روی دیوار خانه بودند که بعدها توسط مالک بارون فردریک امیل ارلانگر از دیوارها کننده و به بوم چسبانده شدند. آنها اکنون در موزه دل پرادو در مادرید هستند.
پس از جنگ‌های ناپلئونی و آشفتگی‌های داخلی دولت در حال تغییر اسپانیا، گویا نگرش تلخی نسبت به نوع بشر پیدا کرد. او از پنیک، وحشت، ترس و هیستری آگاهی دقیق و دست اولی داشت. او از دو بیماری تقریباً کشنده جان سالم به در برده بود و از ترس عود به‌طور فزاینده ای مضطرب و بی تاب می‌شد. تصور می‌شود که ترکیب این عوامل منجر به تولید نگاره‌های سیاه توسط او شده‌است. گویا با استفاده از رنگ روغن و کار مستقیم روی دیوارهای اتاق غذاخوری و نشیمن خود، آثاری با مضامین تیره و آزاردهنده خلق کرد. این نگاره‌ها سفارشی نبودند و قرار نبود خانه او را ترک کنند. این احتمال وجود دارد که هنرمند هرگز این آثار را برای نمایش عمومی در نظر نگرفته باشد.
گویا به تابلوها عنوان نمی‌داد یا اگر می‌داد هرگز آنها را فاش نمی‌کرد. بیشتر نام‌هایی که برای آن‌ها استفاده می‌شود، نام‌هایی است که مورخان هنر به کار می‌گیرند. در ابتدا، آنها در سال ۱۸۲۸ توسط دوست گویا، آنتونیو بروگادا فهرست‌بندی شدند. این مجموعه از ۱۴ نگاره تشکیل شده‌است: آتروپوس (سرنوشت)، دو پیرمرد، دو پیر در حال خوردن سوپ، مبارزه با چماق‌ها، سبت جادوگران، مردان در حال خواندن، جودیت و هولوفرنس، زیارت به سان ایسیدرو، زنان در حال خنده، صفوف از دفتر مقدس، سگ، ساتورن پسرش را می‌بلعد، لا لئوکادیا، و چشم‌انداز فوق‌العاده.

## فرتورهاینگاره‌های سیاه

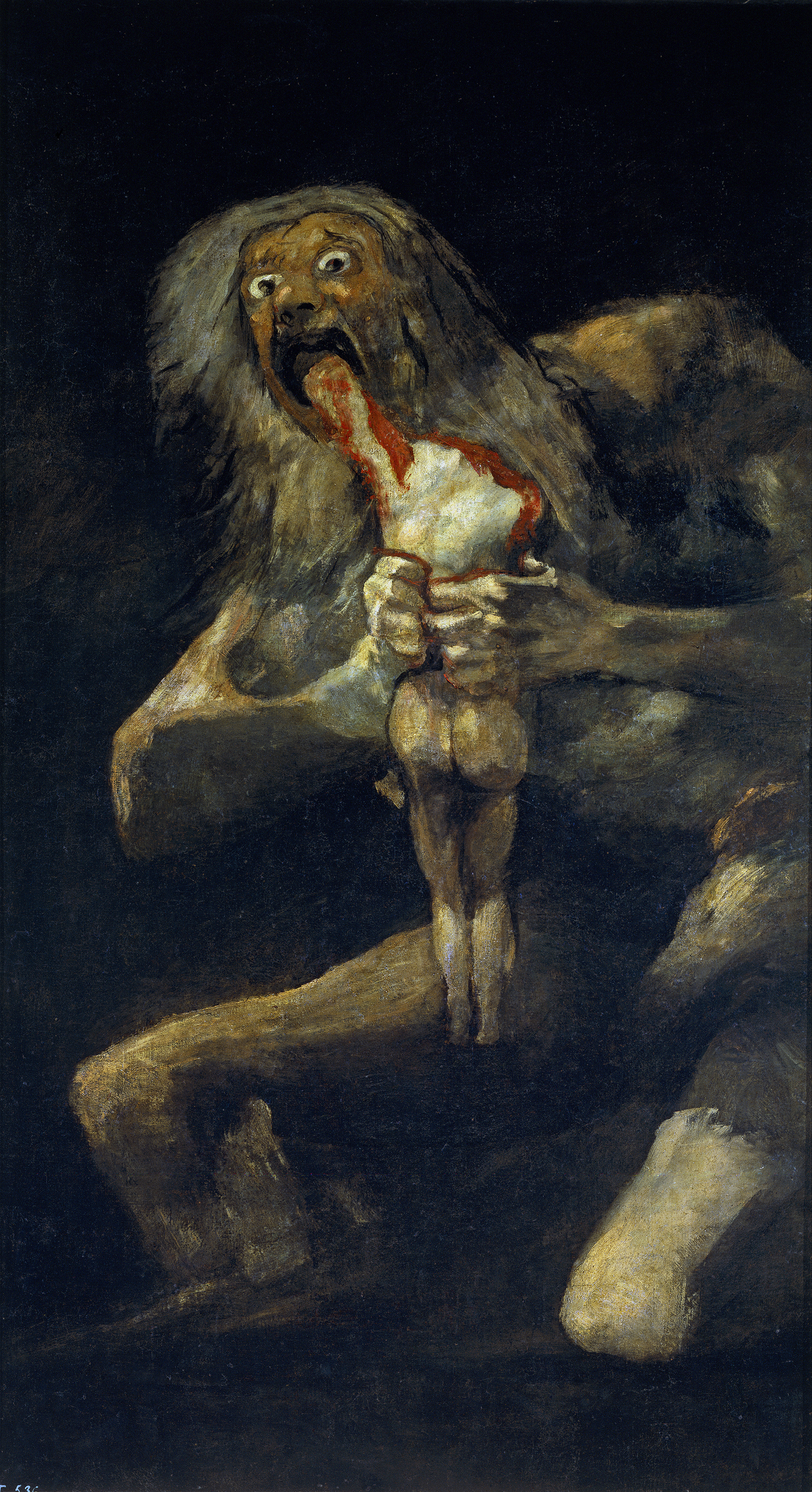
(Saturno devorando a su hijo)، ساتورن پسرش را می‌بلعد، ۱۸۱۹–۱۸۲۳
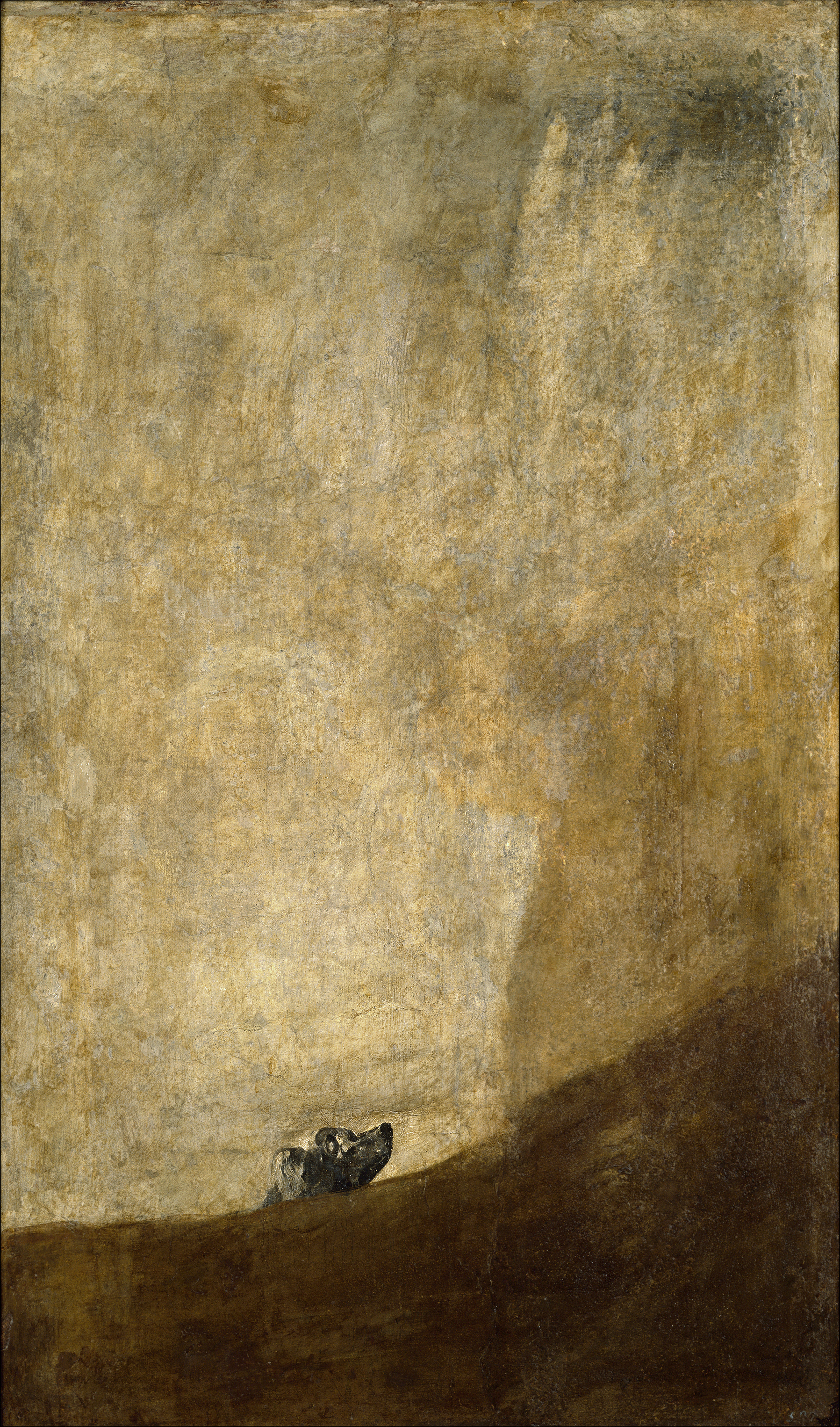
(El perro)، سگ، ۱۸۱۹–۱۸۲۳
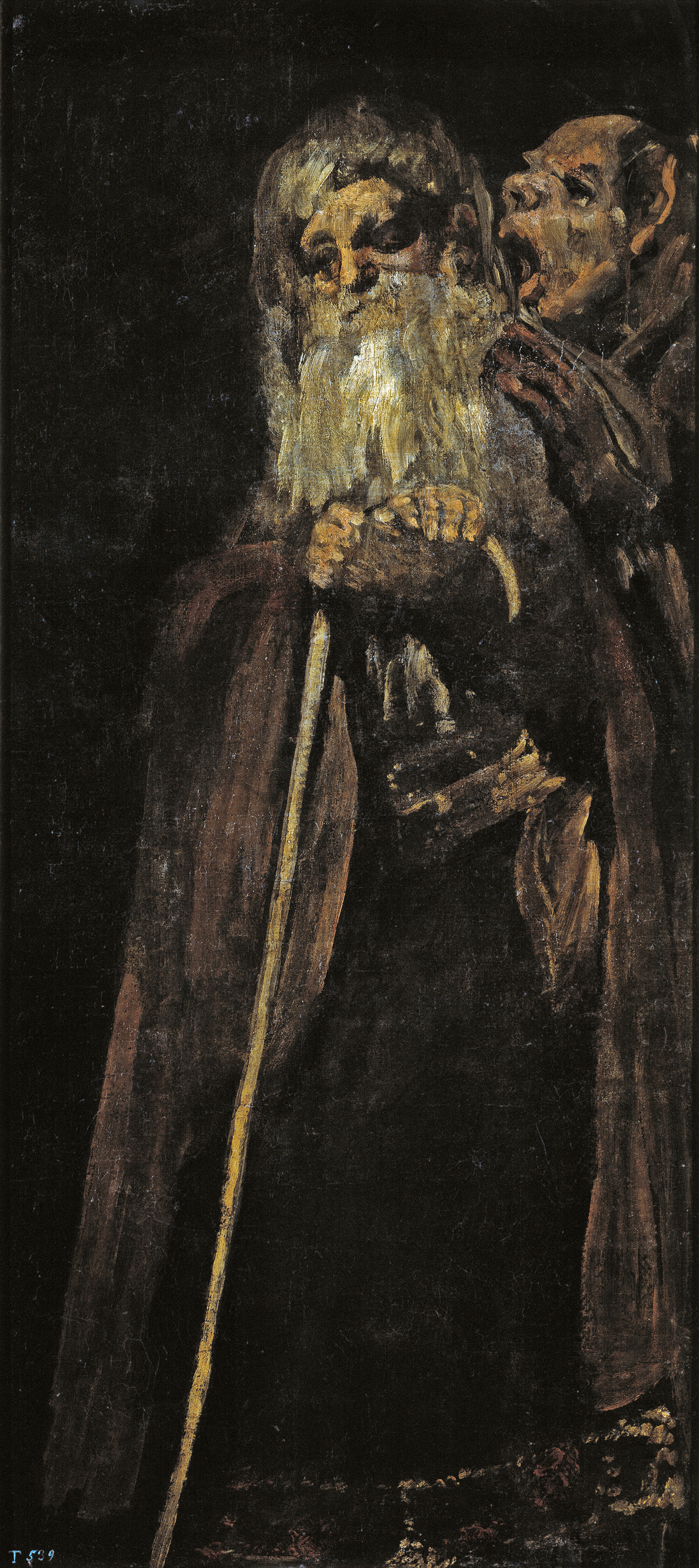
(Dos viejos/Un viejo y un fraile)، دو پیرمرد، ۱۸۱۹–۱۸۲۳
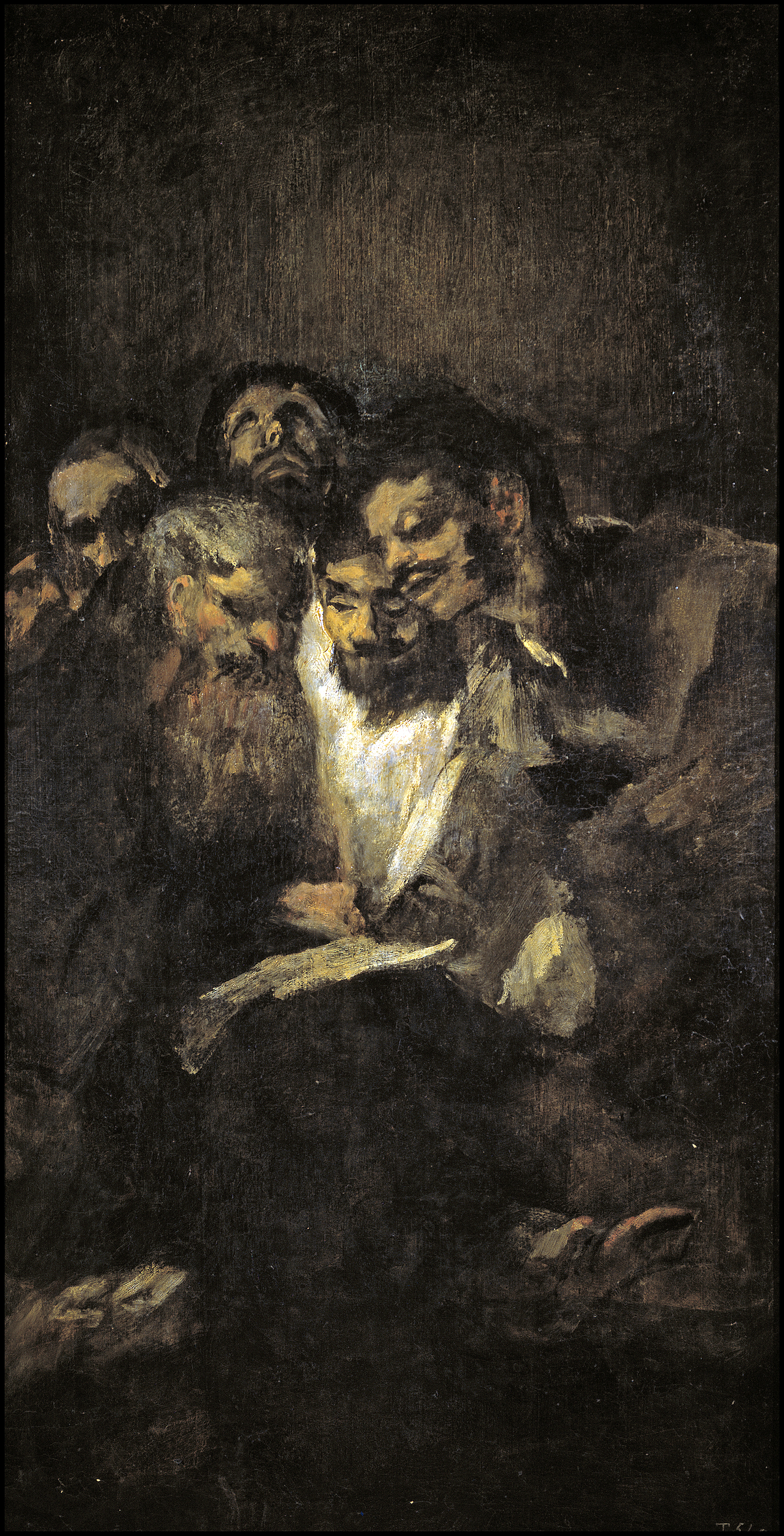
(Hombres leyendo)، مردان در حال خواندن، ۱۸۱۹–۱۸۲۳
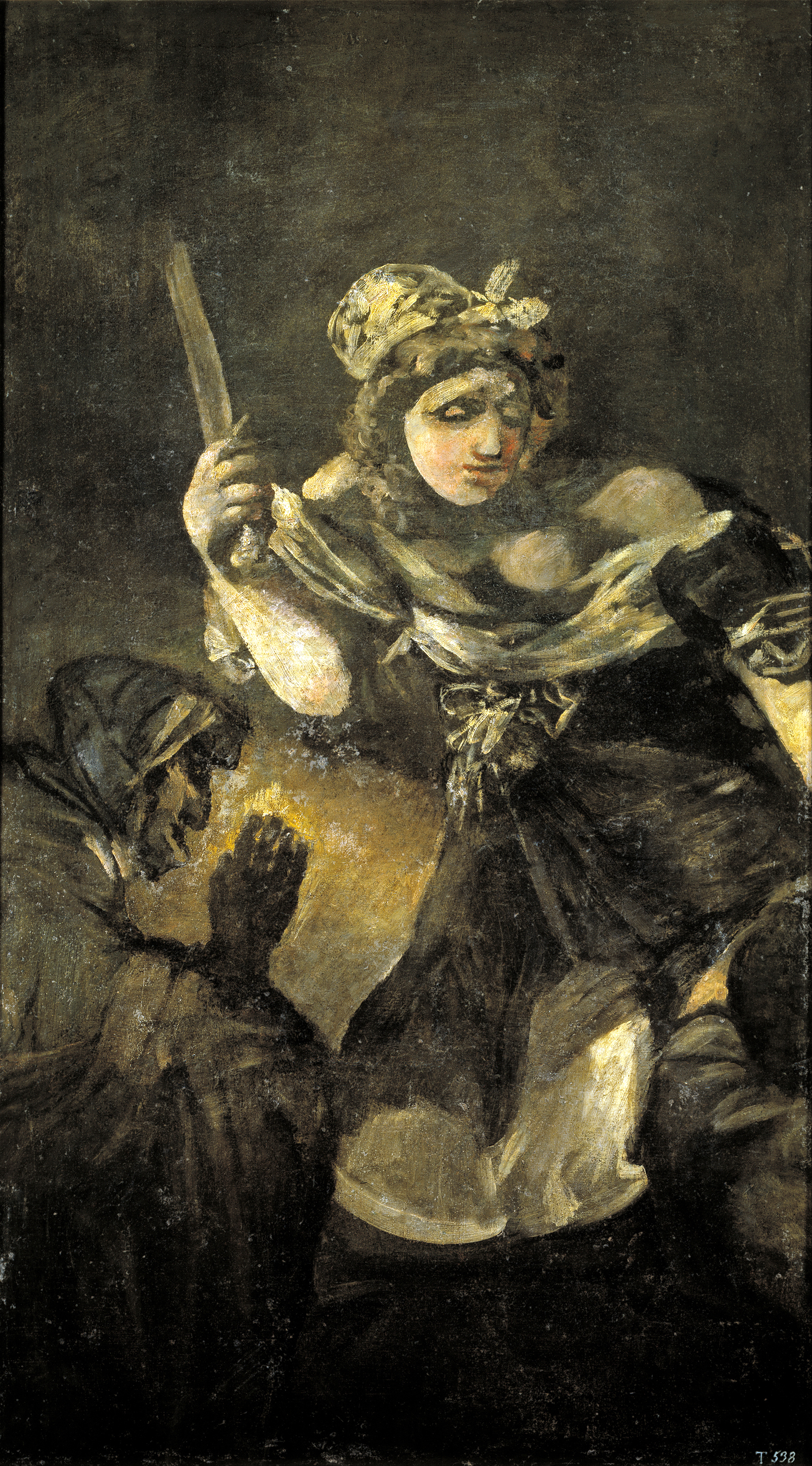
(Judith y Holofernes)، جودیت و هولوفرنس، ۱۸۱۹–۱۸۲۳
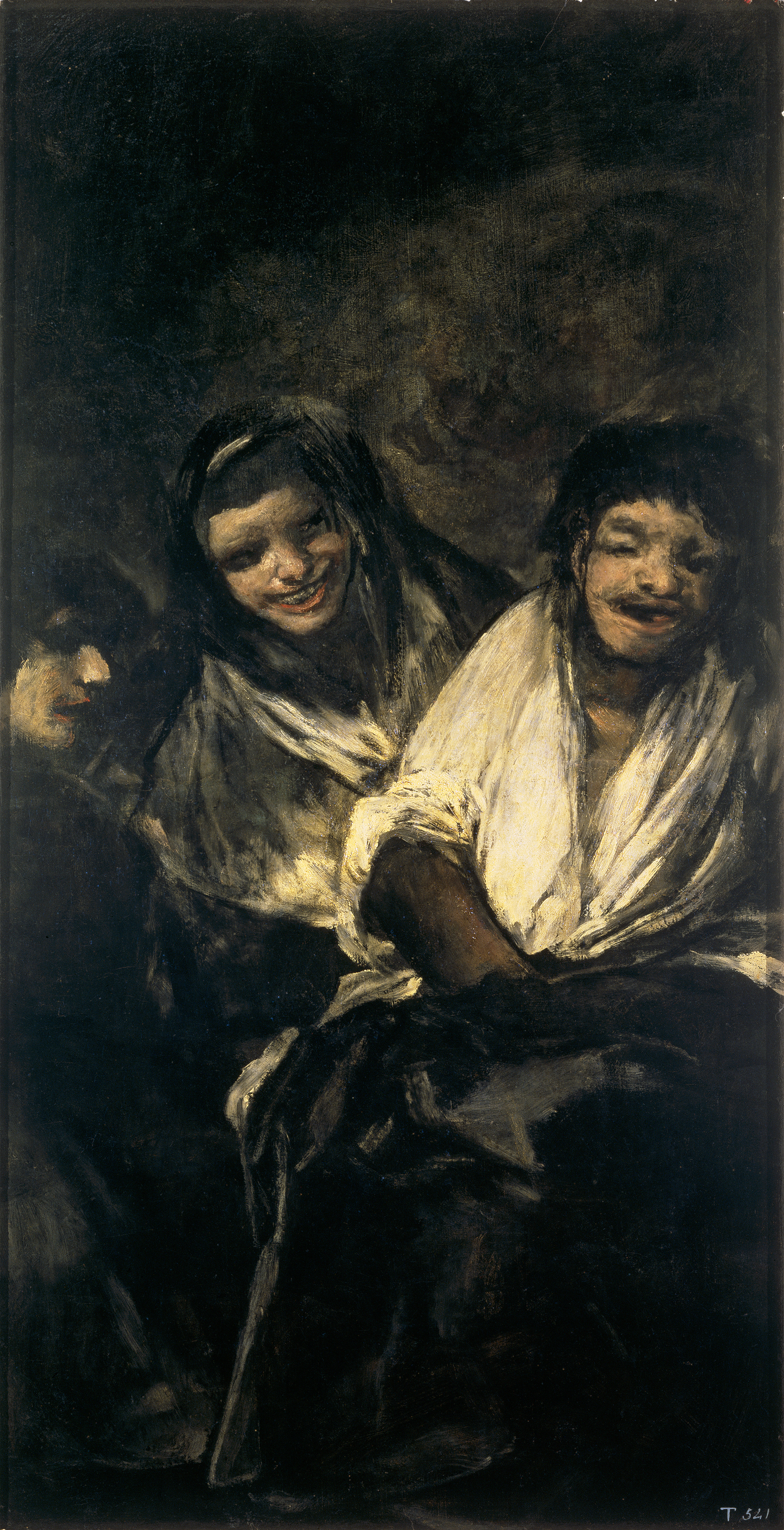
(Mujeres riendo)، زنان در حال خنده، ۱۸۱۹–۱۸۲۳
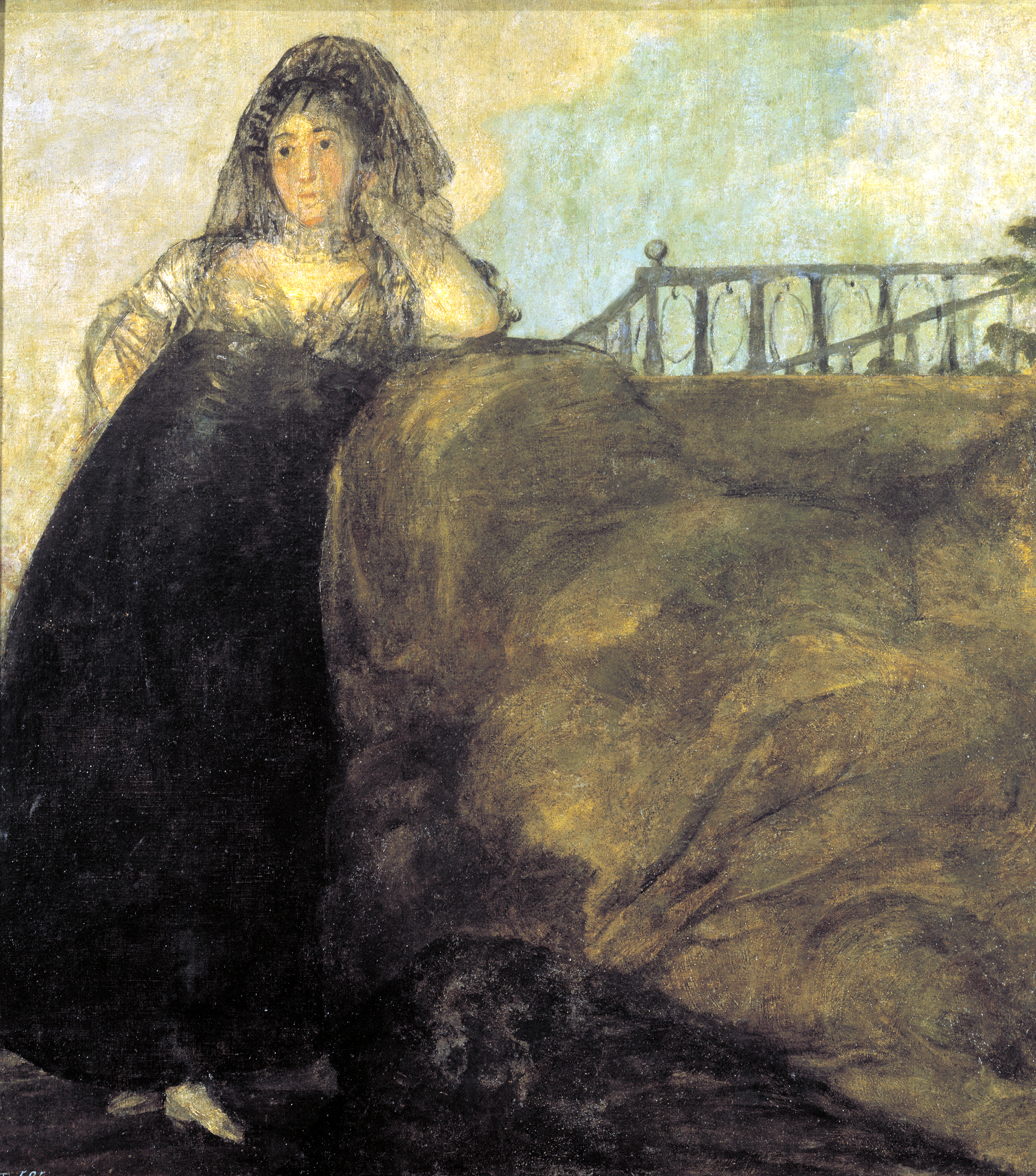
(Una manola/La Leocadia)، لا لئوکادیا، ۱۸۱۹–۱۸۲۳
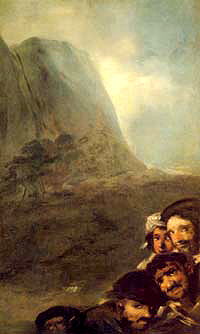
(Cabezas en un paisaje، گمان می‌رود پانزدهمین نگاره سیاه باشد)، سرها در چشم‌انداز
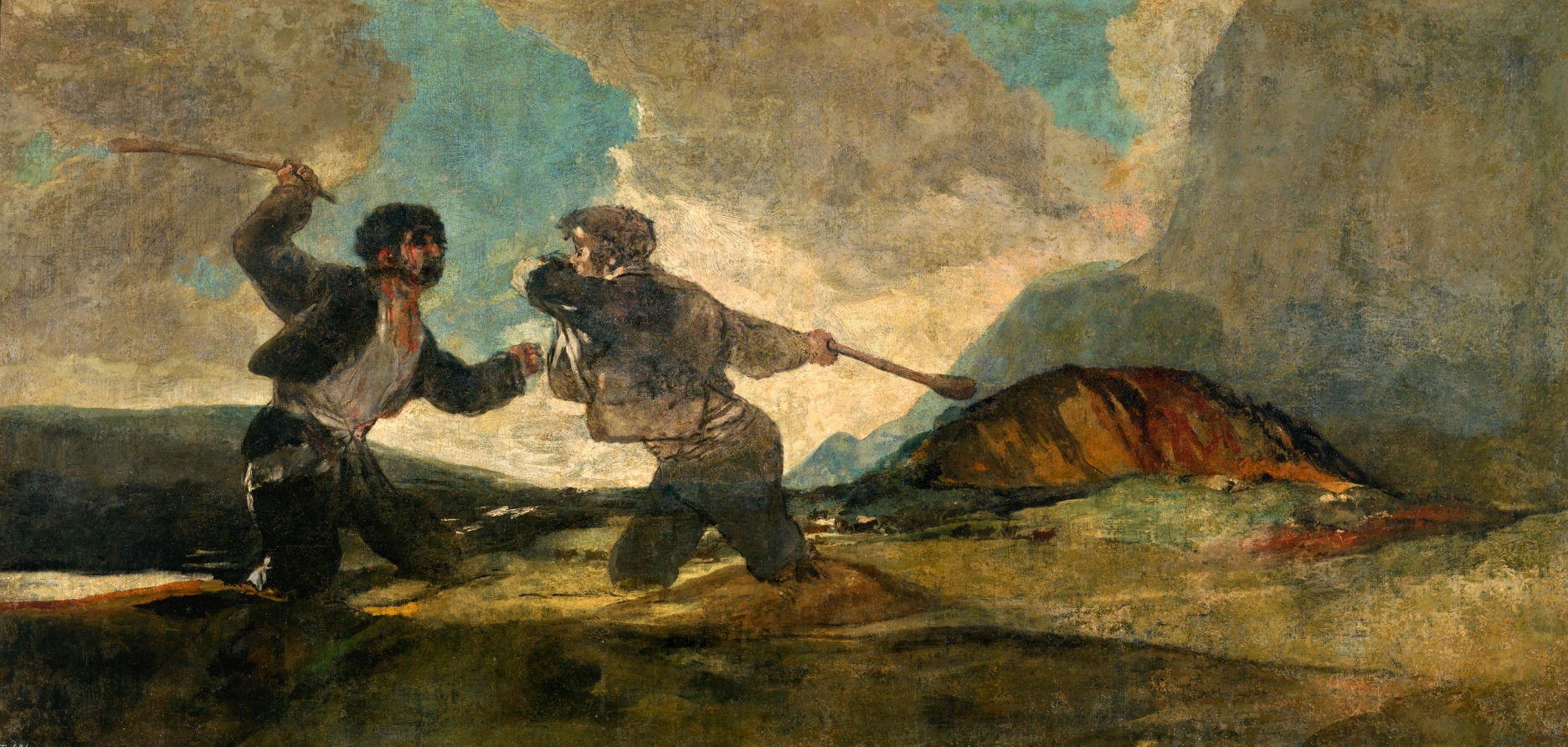
(Duelo a garrotazos)، مبارزه با چماق‌ها، ۱۸۱۹–۱۸۲۳
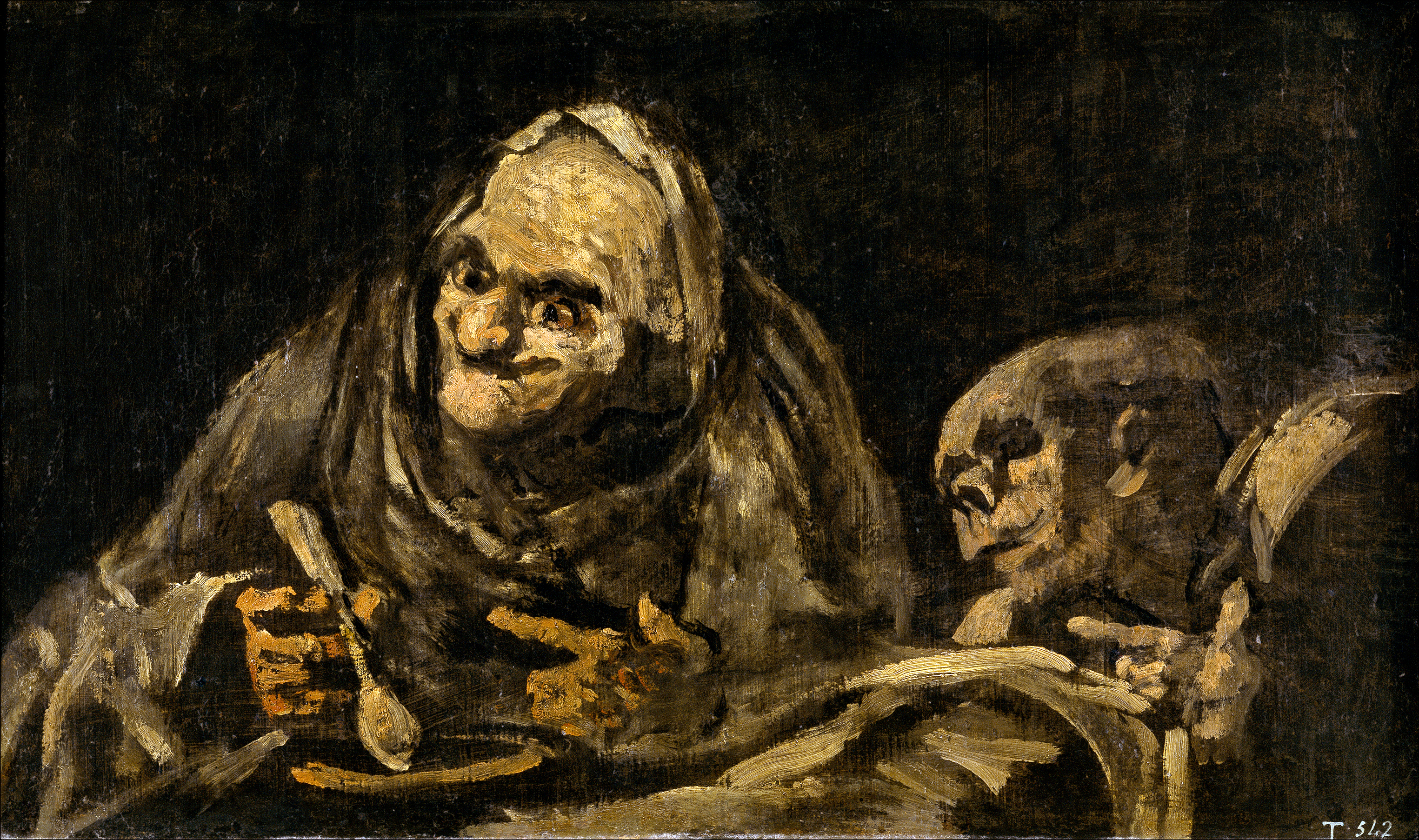
(Dos viejos comiendo sopa)، دو پیر در حال خوردن سوپ، ۱۸۱۹–۱۸۲۳
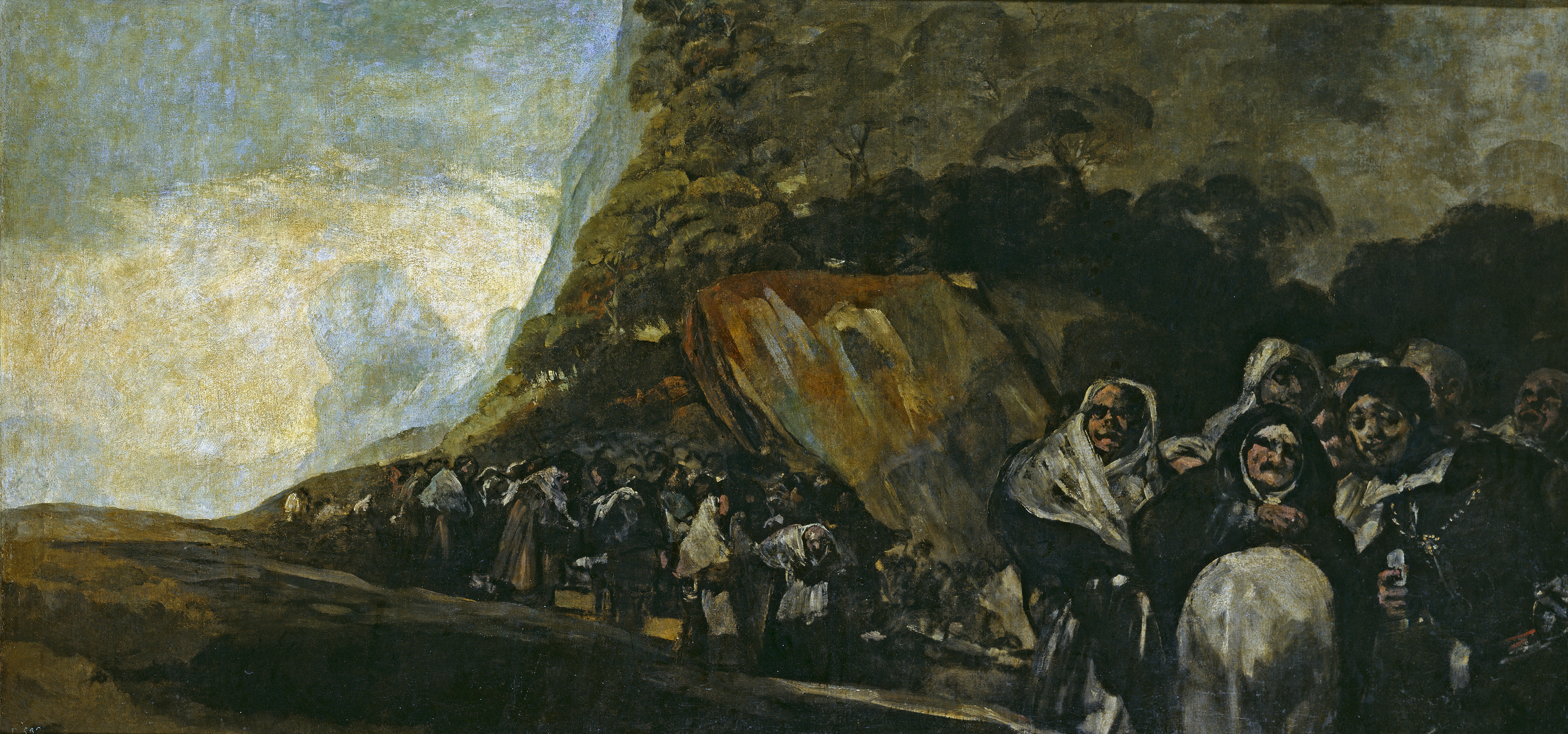
(Peregrinación a la fuente de San Isidro/Procesión del Santo Oficio)، صفوف از دفتر مقدس،  ۱۸۱۹–۱۸۲۳
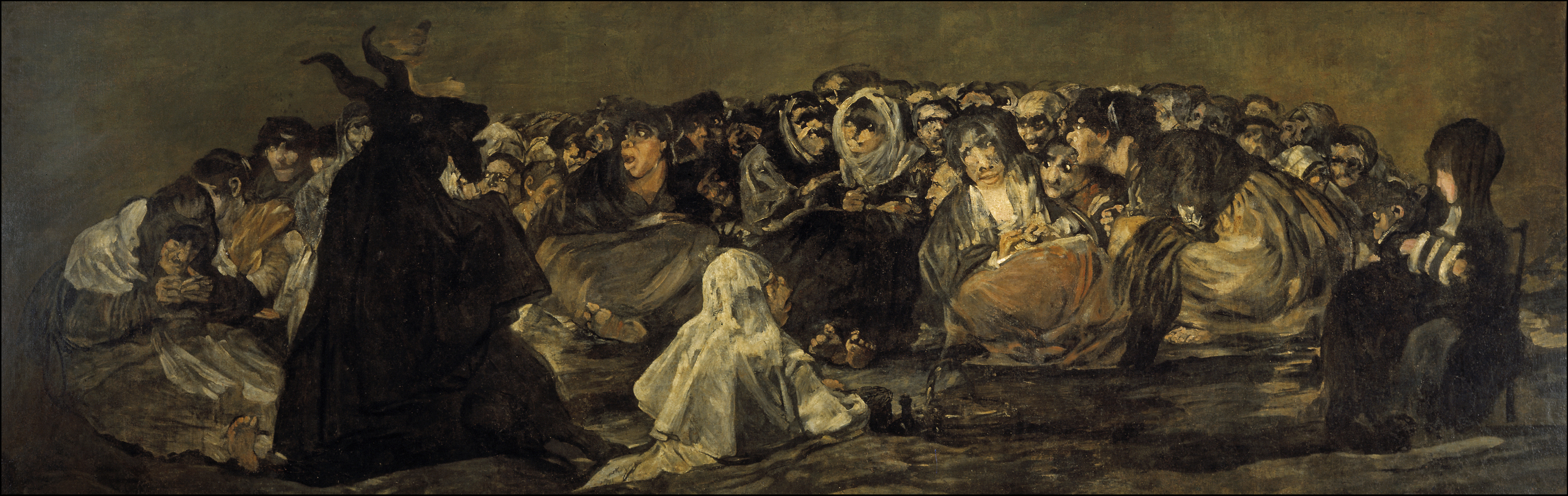
(El Gran Cabrón/Aquelarre)، سبت جادوگران، ۱۸۱۹–۱۸۲۳
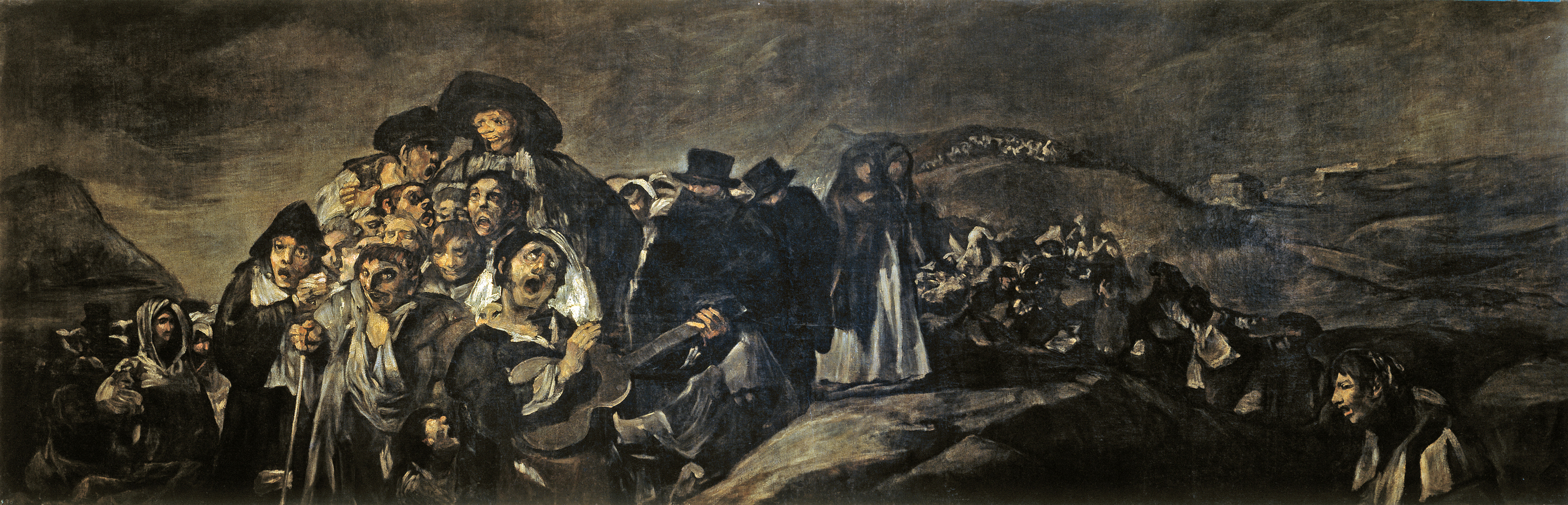
(La romería de San Isidro)، زیارت به سان ایسیدرو، ۱۸۱۹–۱۸۲۳
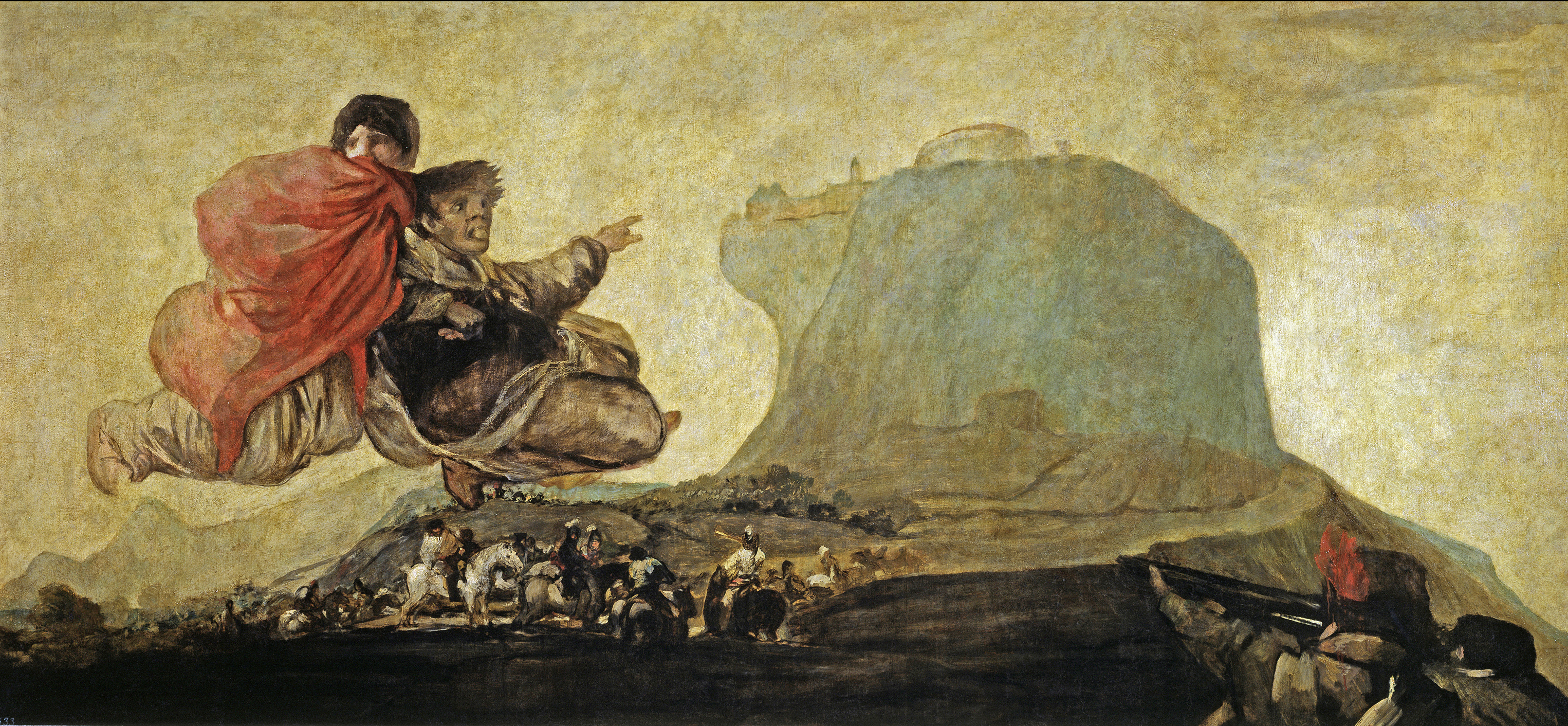
(Vision fantástica/Asmodea)، چشم‌انداز فوق‌العاده،  ۱۸۱۹–۱۸۲۳
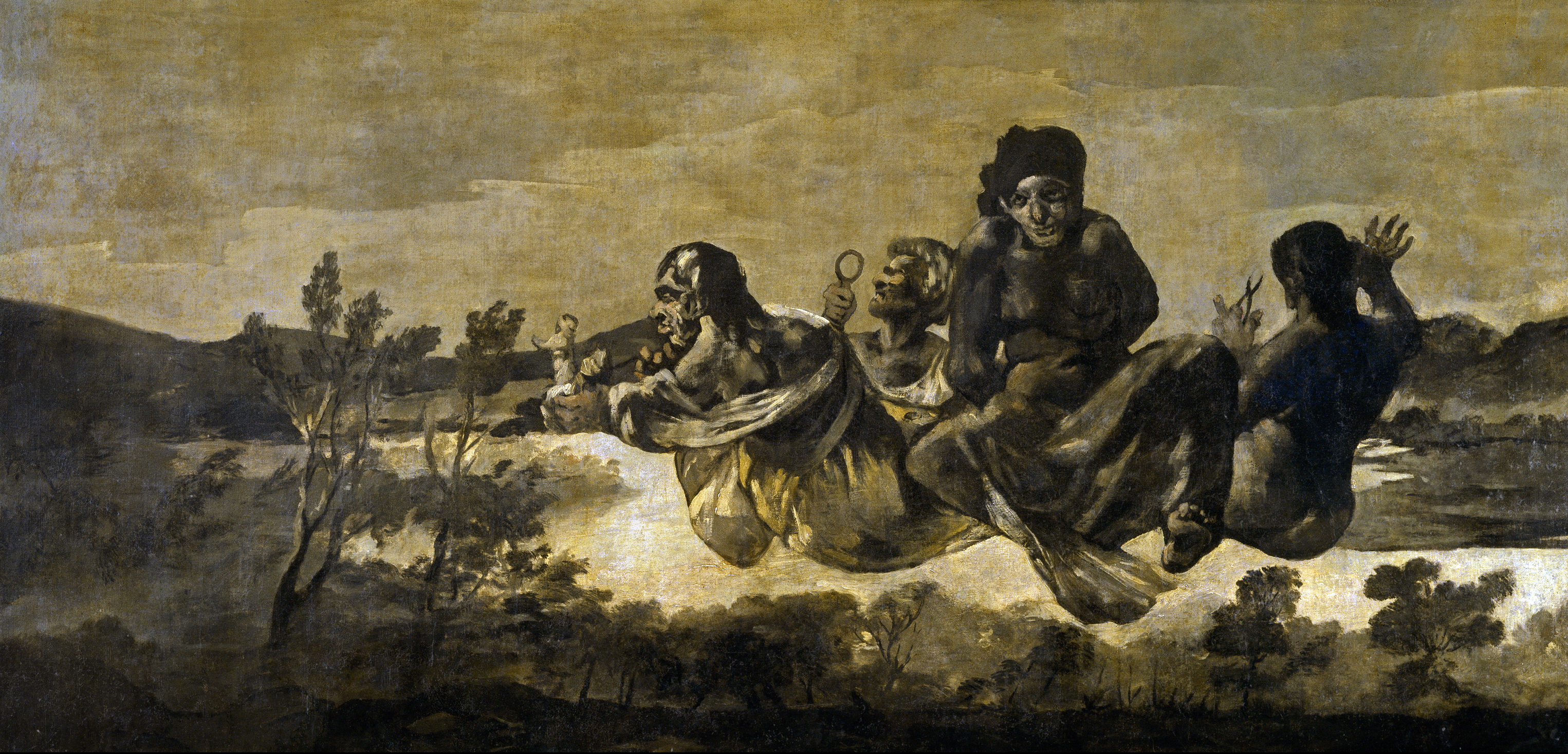
(Átropos/Las Parcas)، آتروپوس (سرنوشت)،  ۱۸۱۹–۱۸۲۳